# Philipp von Stosch
Philipp von Stosch, anche noto in italiano come Filippo de Stosch (Küstrin, 22 marzo 1691 – Firenze, 7 novembre 1757), è stato un antiquario prussiano, vissuto per gran parte della sua vita in Italia, dapprima a Roma e in seguito a Firenze.

## Biografia

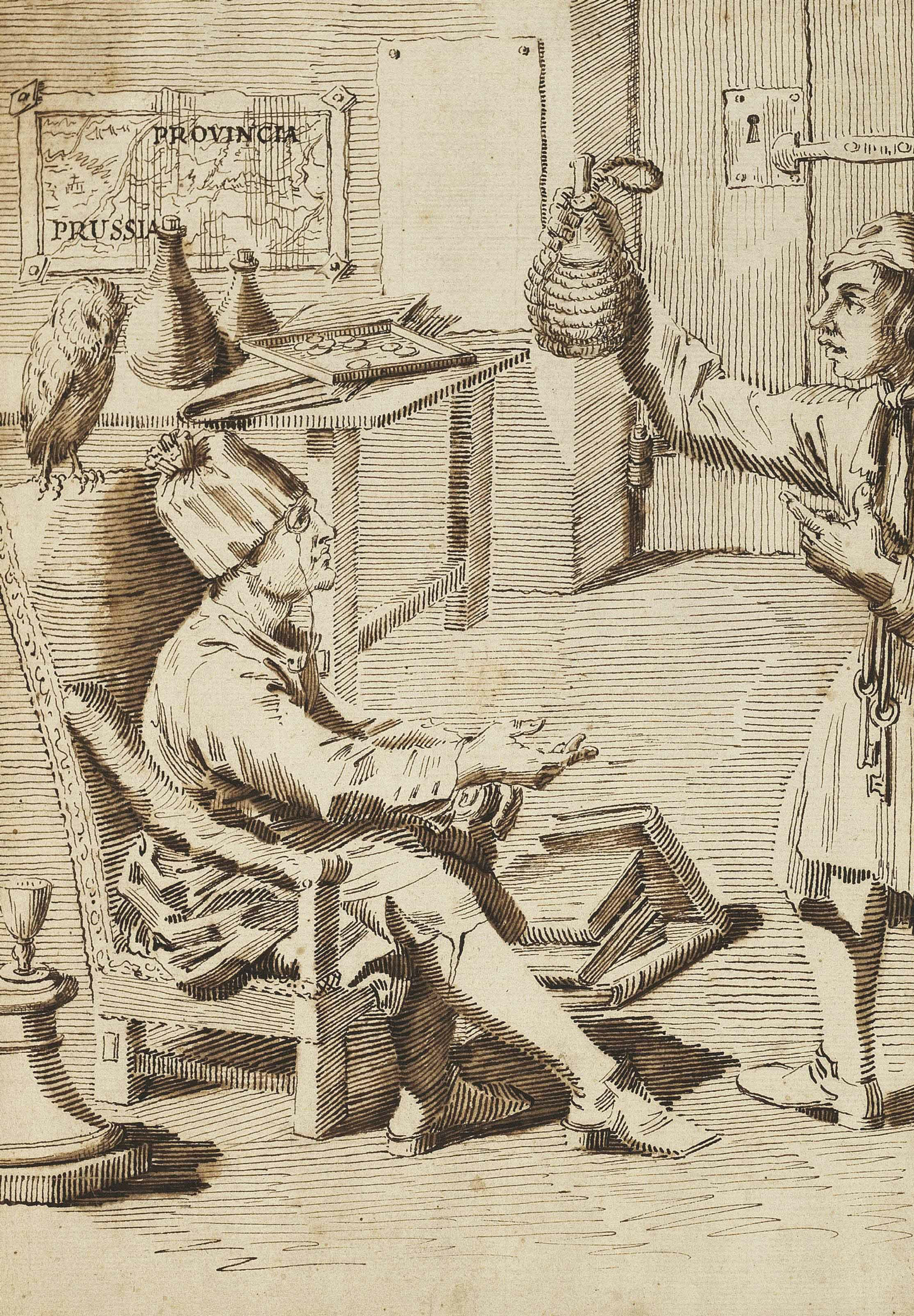
Philipp von Stosch (Pier Leone Ghezzi)

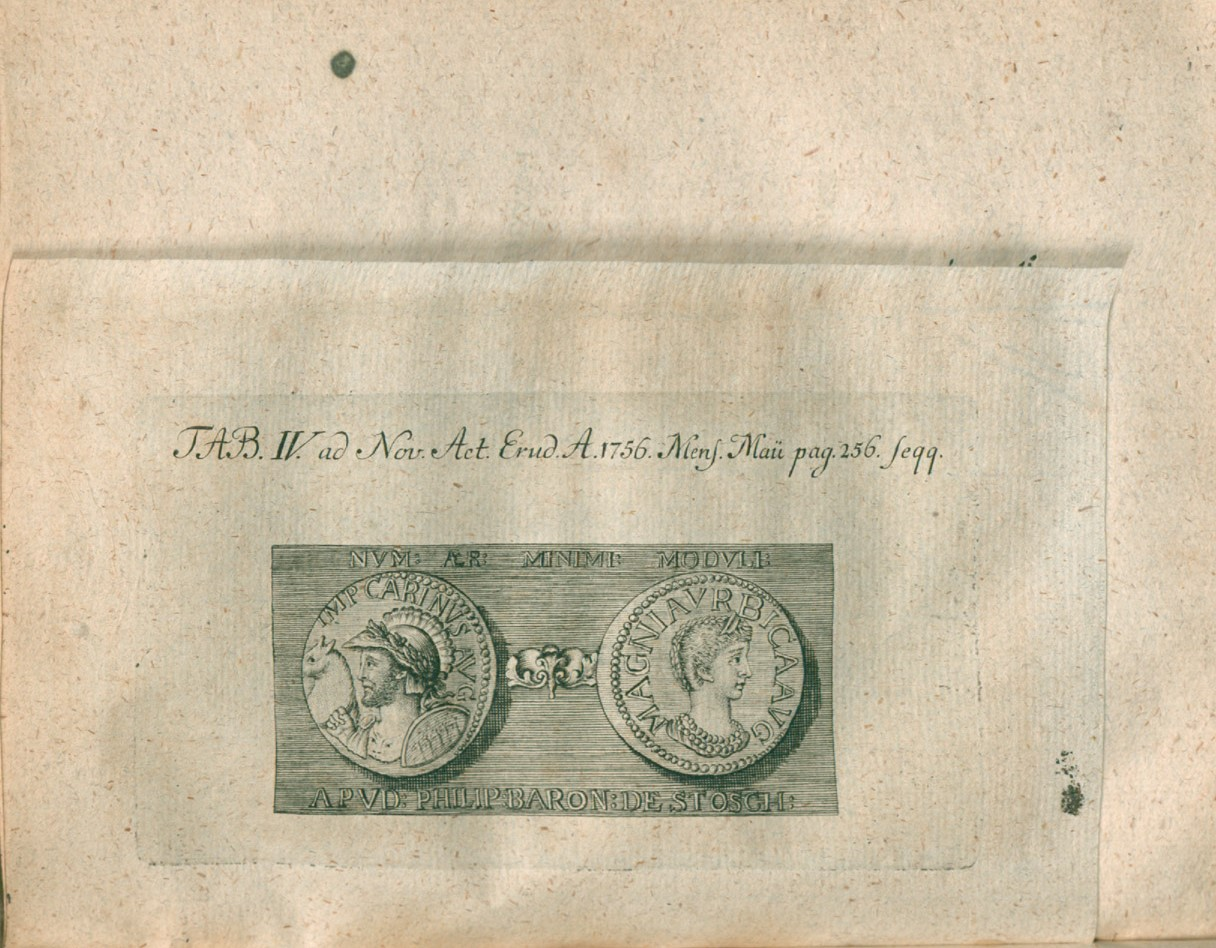
Illustrazione relativa alla recensione de Lettera sopra una medaglia nuovamente scoperta di Carino imperatore e Magnia Urbica Augusta sua consorte scritta dal barone Filippo de Stosch pubblicata sugli Acta Eruditorum del 1756

Stosch nacque a Küstrin nel Neumark, regione del Brandeburgo, figlio di Philipp Sigismund Stosch (+1724), medico e più tardi sindaco di Küstrin, e di Louise Vechnerinn. Ebbe due fratelli e due sorelle: il medico e botanico Ludwig Stosch (1688-1717), il medico Heinrich Sigismund Stosch (1699-1747), Louise Hedwig Stosch e Elisabeth Stosch.
Dopo aver frequentato la scuola luterana della sua città natale, nel 1706 Philipp si trasferì all'università di Francoforte sull'Oder per studiare teologia. Non completò mai il suo percorso universitario. Contemporaneamente coltivò con passione lo studio delle antichità e dell'arte. Nel 1709, con l'approvazione del padre, egli iniziò un ampio tour europeo, visitando la Germania, i Paesi Bassi, la Francia, l'Inghilterra e infine l'Italia. A Roma, una lettera commendatizia gli permise d'entrare nel circolo di papa Clemente XI, un collezionista e un amatore d'antichità. In seguito allacciò una stretta amicizia con il cardinale Alessandro Albani e con l'architetto forlivese Giuseppe Merenda.
Alla morte del fratello maggiore Ludwig Stosch nel 1717, Philipp venne richiamato in patria dal padre. Ritornato a Roma, egli divenne un commerciante d'arte e d'antichità. Fu soprattutto un collezionista di antiche gemme incise, libri e manoscritti, incisioni e disegni. A partire da questo momento si fece la fama anche di "an expatriated Prussian sodomite". Egli finanziò le sue passioni con mezzi poco ortodossi, tra i quali spiare la corte Giacobita a Roma per conto del governo britannico di Sir Robert Walpole. Stosch fu smascherato nel 1731 come spia. Essendo ormai in pericolo, egli fu costretto a lasciare Roma e rifugiarsi a Firenze, sotto il tollerante governo del gran duca Gian Gastone de' Medici. Si ritirò a vita privata dedicandosi allo studio dell'arte, sovvenzionato dal governo britannico fino alla sua morte nel 1757.
Massone, fu membro della loggia inglese di Firenze. Fu uno dei dignitari inglesi che nel 1732 importò la massoneria per la prima volta in Italia, a Firenze.
La sua casa divenne un centro d'indagine spirituale di impronta rosacrociana e alchemico-panfilosofica. La loggia venne chiusa e Tommaso Crudeli venne imprigionato. Incoraggiò giovani artisti tedeschi, non solo quelli impegnati a illustrare le sue opere, ma anche altri, come Johann Lorenz Natter (1705-1763), un incisore di gemme e medaglista tedesco che Stosch impiegò per copiare le antiche gemme incise presenti a Firenze.
Stosch è accreditato come conoscitore per aver fatto stampare un grande volume dal titolo Gemmæ Antiquæ Cælatæ (1724), nel quale le incisioni di Bernard Picart riproducevano settanta pietre dure incise, provenienti dalle maggiori collezioni europee. Questo volume divenne un'opera d'inestimabile valore per gli antiquari e gli storici dell'epoca. Nel 1755 raccomandò al cardinale Alessandro Albani lo storico dell'arte tedesco Johann Joachim Winckelmann.
La collezione più importante e più estesa del barone conteneva oltre 10.000 tra cammei, intagli e antiche paste di vetro, la maggioranza della quale fu acquistata nel 1765 da Federico II di Prussia per le collezioni reali al prezzo di 30.000 talleri. Il catalogo di questa raccolta fu affidato alla penna di Winckelmann. Esso fu promosso e finanziato dal nipote del barone, Heinrich Wilhelm Muzell (1723-1782), il quale alla morte di Stosch, per precise volontà testamentarie, ereditò tutte le raccolte e il nome dello zio.
Il barone Stosch fu inumato nell'antico cimitero degli inglesi a Livorno, dove la sua tomba, ancora oggi esistente, è gravemente danneggiata.